# Коган, Анатолий Семёнович
Коган, Анатолий Семёнович — флейтист, концертный исполнитель, музыкальный педагог.

## Биография
Родился 12 января 1953 года в Киеве. Отец — Коган Семён Яковлевич, заслуженный артист Украины, оперный певец; мать — Зисерман Тереза Павловна, врач.
Первые уроки игры на флейте получил осенью 1967 года, а в 1968 поступил в
Киевское музыкальное училище им. Р.Глиэра, которое в 1972 году окончил с
отличием (класс преподавателя Я. В. Верховинца)
1972—1977 — Киевская государственная консерватория им. П. И. Чайковского (окончил с отличием), класс профессора А. Ф. Проценко.
1978—1981 — ассистентура-стажировка, класс профессора А. Ф. Проценко.
Лауреат Украинского конкурса музыкантов-исполнителей на духовых инструментах (1976 год, вторая премия).
С 1984 по 1990 год — солист Киевской государственной филармонии. Выступал с сольными концертами в ансамбле с фортепиано, органом, гитарой, арфой, а также в
составе Киевского камерного трио во всех крупных городах Украины, в Москве,
Тбилиси, Баку, Ереване. Играл с Киевским камерным оркестром, Харьковским и
Крымским симфоническими оркестрами, с камерным оркестром Киевского оперного
театра и другими. В Киеве осуществил цикл концертов под общим названием «Из
истории камерной музыки для флейты». Солист «Укрконцерта» и «Союзконцерта»
в абонементе «Музыканты играют и рассказывают»
Первый исполнитель произведений украинских композиторов: К. Виленского, В. Губы, Л. Дычко, В. Ефремова, В. Зубицкого, Е. Ленко, В. Полевого, И. Шамо, И. Кирилиной, Ж. Колодуб,
Ю. Шевченко, Ю.Щуровского, М.Этингера. Многие произведения были ему посвящены.
Осуществил ряд фондовых записей на Украинском радио — произведения
Баха, Генделя, Гуммеля, Энеску, Карулии, Лысенко, Бартока, Мысливечека и др.
«Укртелефильм» выпустил два фильма с участием Анатолия Когана: «Гра»
(музыка И. С. Баха) и « Видлуння» (соната Плати).
Составитель, редактор, автор переложений в репертуарных сборниках
«Альбом юного флейтиста», «Репертуар флейтиста», «Твори для
флейти та фортепіано» издательства «Музична Україна».
С 1990 года в Израиле. Солировал с Иерусалимским симфоническим оркестром, «Иерусалимской Камератой» и другими
израильскими музыкальными коллективами. Сольные концерты в Театроне Иерусалим, Музее Израиля, Музее библейских стран, Доме Президента и др.
Отмечен премиями «Золотая Ханукия» (Берлин)
и «Олива Иерусалима». Создатель и руководитель ансамбля
«Камерата Академус», с которым выступал в Аргентине, Испании, России, Украине, Германии, Финляндии, странах Балтии.
Выступал с сольными концертами и солировал с оркестрами в Англии, Франции, Польше, Бельгии, Австрии, Беларуси, Украине, России («Солисты Европы», симфонический оркестр Национальной филармонии Украины, симфонический оркестр радио Украины, Капелла Геданенсис, и другие.)
Подготовил серию музыкальных передач на израильском радио. Записал пять дисков («Flute in love», «Mozart blues», «Ukrainian Souvenir», «Анатолий Коган играет классическую и романтическую музыку», «Тысяча лет еврейской музыки».)
Первый исполнитель произведений израильских композиторов Дорфмана, Димова, Ю. Поволоцкого, Левенберга, Леви. Организатор концертов и ведущий музыкальных абонементов в различных городах Израиля. Составитель и издатель серии сборников для флейты с общим названием « Из репертуара Анатолия Когана», в которые вошли переложения автора, незаслуженно забытые, а также специально для Анатолия Когана написанные пьесы в различных жанрах.
Украинским телеканалом «Культура» снят фильм «Анатолий Коган. Соло для флейты с оркестром» (2010).
Член жюри Международного конкурса им. Антонова (2013).
Исполнил с оркестрами и частично записал концерты Моцарта, Кванца, Вивальди, Меркаданте, Сасько, Шамо, сюиты Баха, Телемана, Блоха, Виленского, пьесы Поппа, Келлера, Ю. Поволоцкого, Левенберга и других.
Занимается педагогической деятельностью с 1973 года в различных учебных заведениях Украины и Израиля. Провёл мастер-классы в Германии, России, Украине, Польше.

## Дискография
- Flute in love 2002, Mozart blues 2008, Anatoly Kogan plays classic and romantic music 2008, Millennium of jewish music 2003, Ukrainian Souvenir 2013.